# Alexander Graf Lambsdorff
Alexander Sebastian Léonce von der Wenge (Graf) Lambsdorff (Colonia, 5 novembre 1966) è un politico e diplomatico tedesco, europarlamentare per il Partito Liberale Democratico dal 2004 al 2017.
Dal 2014 Lambsdorff è uno dei vicepresidenti dell'assemblea europea.

## Famiglia e formazione

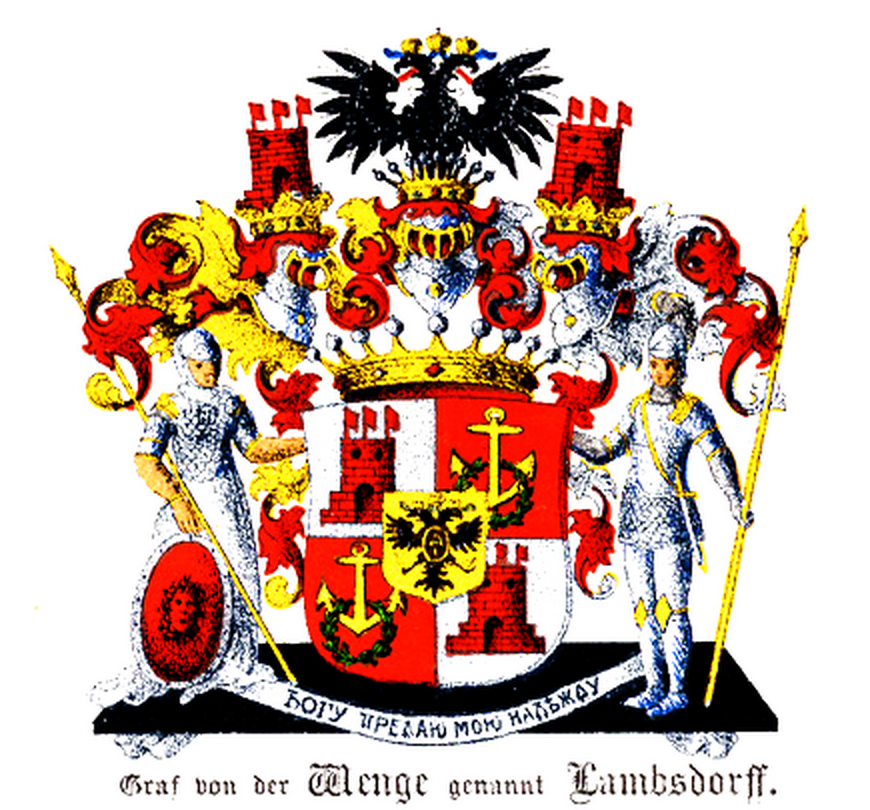
Stemma dei Lambsdorff

Di ascendenza della Prussian Westphalian, il titolo nobiliare della sua famiglia venne creato nel 1817 da Alexander I of Russia. Suo padre, conte Hagen Lambsdorff (1935), è un ex ambasciatore della Germania in Repubblica Ceca e Lettonia, mentre suo zio, conte Otto Lambsdorff (1926-2009), era un politico tedesco-occidentale, membro del governo federale tedesco tra il 1977 e il 1982.
Lambsdorff cresce tra Amburgo, Bruxelles e Bonn, frequentando il liceo cattolico Aloisiuskolleg a Bonn-Bad Godesberg fino al 1985, e quindi l'University of Bonn.
Dal 1991 al 1993 Lambsdorff studia alla Georgetown University grazie a una Fulbright Scholarship, laureandosi con un MA in storia e un MS in servizio diplomatico (1993). Integra quindi il Policy Planning Staff, prima di diventare direttore dell'ufficio del Bundestag dell'ex ministro degli esteri tedesco Klaus Kinkel quando la FDP lascia il governo nel 1998.
Nel 1994 sposa Franziska, figlia di Werner von Klitzing e Princess Wilhelmina of Wied, con la quale ha due figli.

## Carriera diplomatica
Nel 1994 Lambsdorff è stagista alla Commissione europea. Nel 1994-95 è alla Friedrich Naumann Foundation, ufficio per i paesi baltici, Tallinn. Nel 1997-2000 è Policy Planning Staff del Ministero degli affari esteri (Germania) (Auswärtiges Amt). Nel 2000-2003 è attaché di stampa all'ambasciata tedesca presso gli Stati Uniti d'America, a Washington. Nel 2003-2004 è al Dipartimento politico, Desk Russia del Ministero degli Esteri. Dal 16 agosto 2023 è ambasciatore della Germania in Russia.

## Carriera politica
Lambsdorff è stato eletto la prima volta al Parlamento europeo nel 2004 ed è stato confermato nel 2009 e 2014. Tenuto in grande considerazione, è stato ampiamente visto come un possibile successore di Graham Watson come capogruppo dell'ALDE al Parlamento, ma il posto è andato invece a Guy Verhofstadt, ex primo ministro del Belgio. A partire dal 2011, Lambsdorff ha presieduto la delegazione di 12 eurodeputati tedeschi della FDP al Parlamento europeo, prima di essere successivamente eletto al vertice del Gruppo europeo Liberali e Democratici nel 2014.
Fino al 2014, Lambsdorff ha servito come membro della Commissione del Parlamento europeo per gli affari esteri e della Delegazione per le relazioni con la Repubblica popolare cinese. 
Nel 2010 entra negli Amici del SEAE, un gruppo di pressione non ufficiale e indipendente formata a causa delle preoccupazioni che l'Alto rappresentante dell'Unione per gli affari esteri e la politica di sicurezza Catherine Ashton non stesse prestando sufficiente attenzione al Parlamento e stesse condividendo troppo poca informazione sulla formazione del Servizio europeo per l'azione esterna.
Dopo le elezioni europee del 2014, Lambsdorff divenne membro della Commissione del Parlamento europeo per il commercio internazionale. In tale veste, ha prestato servizio come relatore del Parlamento sull'accordo UE sulla partecipazione della Croazia allo Spazio economico europeo.
Lambsdorff ha condotto missioni UE di osservazione elettorale in numerose occasioni: come capo della missione di osservazione elettorale dell'UE durante la crisi keniana 2007-08, ha descritto le elezioni presidenziali come "imperfette". Altri elezioni che ha supervisionato includono l'elezione del Bangladesh nel 2008, le prime elezioni presidenziali libere della Guinea nel 2010 e le elezioni generali in Myanmar nel 2015.
In qualità di deputato al Parlamento europeo, ha guidato gli sforzi per creare un unico mercato europeo per la difesa e le attrezzature di sicurezza in qualità di relatore parlamentare nel 2009.
Nel mese di gennaio 2014, presso la Convenzione FDP a Bonn, Lambsdorff è stato eletto come candidato principale del suo partito per le elezioni del Parlamento europeo con un clamoroso 86,2% dei voti.